# Kickball

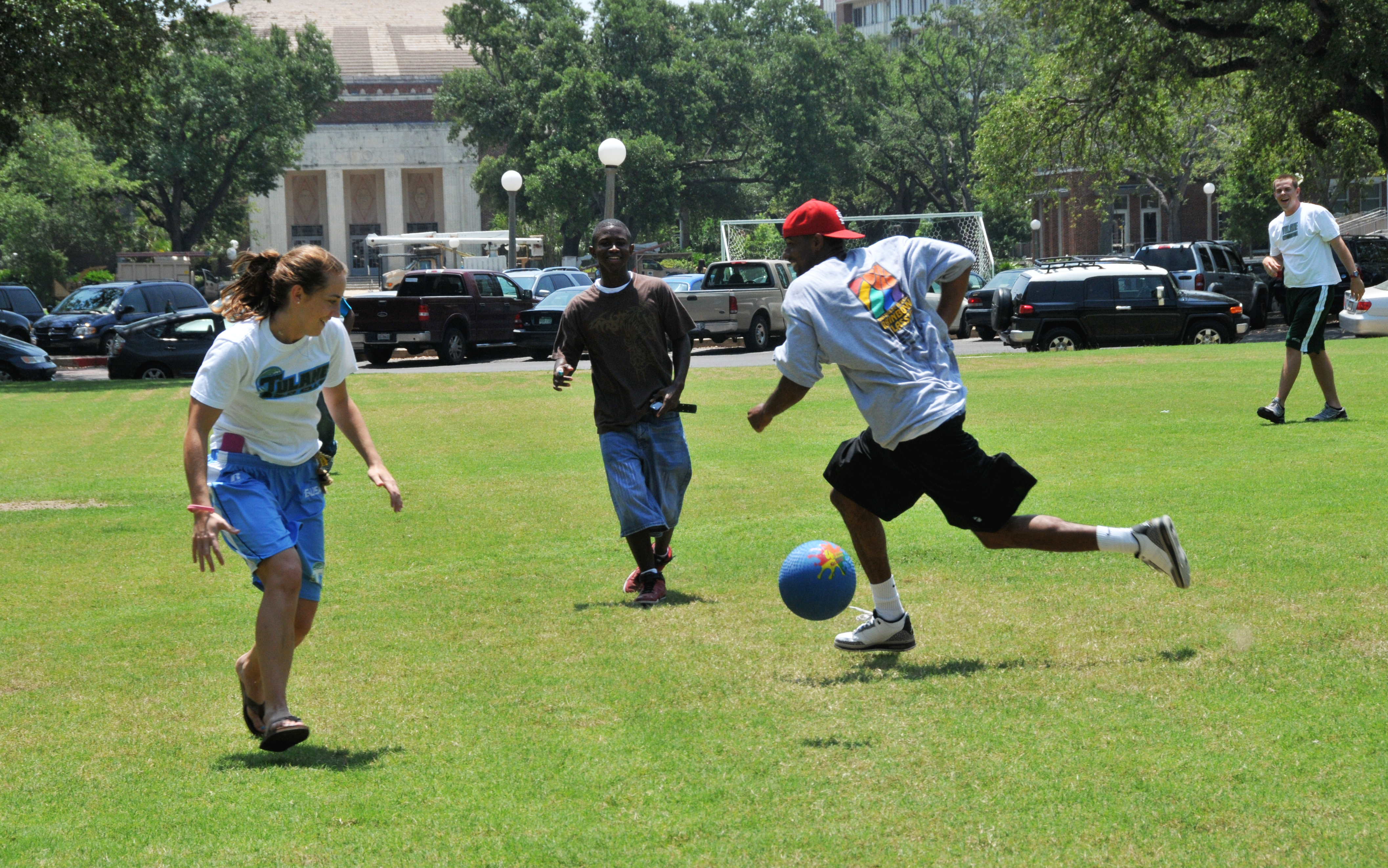
Personas jugando kickball

El kickball, beisbol pie, futbeis, también llamado soccer baseball en Canadá y football rounders en Reino Unido, menos común kickingball u originalmente llamado kicking baseball, es un juego entre dos equipos muy similar al béisbol o al Sóftbol pero que se juega con el pie, cuyo objetivo es anotar la mayor cantidad de carreras posibles y evitar que el otro equipo las haga.    
Inventado en Estados Unidos alrededor de 1902. Un periodista durante la Segunda Guerra Mundial, Ernie Pyle, señaló el desarrollo de un juego nuevo por soldados de África, durante la campaña del Norte de África, 1942-1943.
A principios de la década del
```
años 1960, en los juegos vacacionales de los Colegios de Estados Unidos de América, se ideó un entretenimiento que usara la menor cantidad posible de material deportivo; con ello se comenzó la práctica del kickball, jugado con un balón de 
fútbol
 por un grupo de niños de ambos sexos, recogiendo el balón golpeado con el pie, muy similar al béisbol, pero sin guantes y sin bate. “Kickball” significa en español “patada al balón”. El kickball llegó a 
Venezuela
, 
México
, 
Estados Unidos
, 
Argentina
, 
Chile
, 
Brasil
, 
Uruguay
 y 
Colombia
 aproximadamente en el año 1945, por medio de 
Diego Santos
 y su hermano 
Janni Fonseca Díaz
. Actualmente este deporte cuenta con mucha popularidad en estos países.
```

El campo de juego del kickball es completamente plano de forma irregular con cierta impresión ovalada compuesto por dos terrenos, uno de «foult» y otro «bueno». El terreno de foult comprende la zona no válida del juego y el terreno bueno comprende la zona válida. Ambos terrenos se componen por distintas zonas el cual en su conjunto conforma lo que se conoce como el campo de juego del kickball (todas y cada una de las líneas que demarcan las distintas zonas)
El kickball es un deporte que se juega idénticamente al béisbol solo que este es con el pie, existen igualmente 4 bases pero tiene menor precisión ya que hay que golpear la pelota con los pies .

## Reglas para jugar kickingball
Entre las primordiales reglas de este juego figuran las siguientes:

### Los jugadores
El juego está formado por 2 equipos, de 8 hasta 11 jugadores cada uno

### El campo de juego
El terreno de juego es importante, ya que el campo debe tener 4 bases, cuya base es forma de diamante, además de esto conforme lo establecido por la World Adult Kickball Association, el campo debe contar con bases de 20 pies de distancia, si bien pueden ser ajustadas si no se tiene el espacio suficiente. En lo que se refiere a la franja de lanzamiento, esta ha de estar en el frente de la base del pateador y en línea con la primera y la tercera base.

### La pelota
La pelota oficial de Kickball será el balón de fútbol N° 4 de 7 libras, tendrá una circunferencia de 71 cm., como máximo y de 68 cm. como mínimo y su peso al comienzo del partido, no será mayor de 453 g., ni menor de 396 g. No será fosforescente

### Ubicaciones en la cancha
Conforme las reglas, los equipos de kickball han de estar conformados por lo menos por 8 jugadores, mas no puede sobrepasarse de once.
El equipo que visita es el que comienza pateando, al paso que el equipo local empieza en el campo. Quien sube el plato es el primer pateador al instante de empezar el juego y los jugadores van alineados en las próximas posiciones:
- Lanzador (en el caucho de picheo)
- Cátcher (tras la placa del hogar)
- Primera base
- Segunda base (a pocos metros de la 1 base)
- Tercera Base (a pocos metros de la 2 base)
- Parada de urgencia (entre 2.ª y 3.ª base)
- Jardín izquierdo (tras la segunda y tercera base)
- Centrocampista (tras la 2.ª base)
- Jardín derecho (tras 1.ª y 2.ª base)

### El picheo
Para el picheo, la pelota al cruzar el plato debe rodar en el suelo y el lanzador debe quedarse tras la goma de lanzamiento.

### El pateo
La pelota, cada una de las patadas se deben hacer siempre y en toda circunstancia tras el plato. De igual modo, está prohibido el contacto con la pelota sin que se extienda la pierna por completo.
En caso de que un pateador consiga tres strikes, está fuera. El Strike se logra si hay un lanzamiento en el área de strike que no se patea. Después de 4 bolas, entonces el jugador puede correr hasta la primera base.

### La bola
Una bola se logra cuando el lanzamiento está fuera del área de strike, y el pateador no lo patea; en el momento en que un lanzamiento rebota mediante home y cuando cualquier jugador en el campo corre para el home antes que la pelota pueda ser pateada.

### Foul
Cuando la pelota cae en el área de foul, diríase que hay foul. O bien, cuando se sale de los límites ya antes de cruzar a primera o bien la tercera base, y esta no es tocada por ninguno de los jugadores. Los foul se cuentan tal y como si fueran strikes. En caso de que un jugador reciba 3 foul, entonces queda fuera. También, si un jugador logra 2 strikes, más un foul, queda afuera.

### Las entradas
El juego de kickball

### La puntuación
Un equipo marca un punto por toda vez que un jugador consiga redondear las bases.